# Odanost
Odanost ili lojalnost (od francuskog loyauté — vjernost) označava unutrašnju povezanost i izražavanje te povezanosti kroz ponašanje prema osobi, grupi ili zajednici. Lojalnost znači da se sistem vrijednosti sa ostalim dijeli i da se stavovi zajednice brane i onda kada se ima različito mišljenje. Lojalnost je uvijek dobrovoljna te se pokazuje u ponašanju prema onima s kojima se osjeća povezanost, kao i prema trećim osobama.

## Sukob lojalnosti
Problemi mogu nastati kad se odanost od druge strane traži po potrebi. To može dovesti do sukoba lojalnosti. Na primjer, ako se zaposleni prema poslodavcu mora ponašati lojalno, iako s njim ne dijeli određene ciljeve i vrijednosti.
Ozbiljne posljedice mogu nastati kod neizvršavanja zapovijedi u vojsci. I u pitanjima zaštite okoline, računovodstvenim, kadrovskim i sličnim osjetljivim pitanjima uvijek se očekuje odanost, a ponekad takvo ponašanje završava kao prevara.

## Literatura
-{
- Matthias Iser: Loyalität. Handbuch der politischen Philosophie und Sozialphilosophie, ed. Stephan Gosepath, De Gruyter, Berlin 2008, Bd. 2 (N-Z), S. 731-733.  978-3-11-017408-3
- Jacoby, Jacob; Chestnut, Robert W.: Brand loyalty: Measurement and management. Wiley 1978.  0471028452
- Simon Keller: The Limits of Loyalty. Cambridge University Press, Cambridge 2007.  978-0-521-87461-8
- Dirk Ploss: Das Loyalitäts-Netzwerk. Galileo 2001.  978-3898421355
- Frederick F. Reichheld: Der Loyalitäts-Effekt. Campus 1997.  978-3593356655
- Anne M. Schüller, Gerhard Fuchs: Total Loyalty Marketing. Gabler 2002.  978-3409122016
- Foscht Thomas, Kundenloyalität. Integrative Konzeption und Analyse der Verhaltens- und Profitabilitätswirkungen. Deutscher Universitäts-Verlag, Oktober 2002.  978-3824474431

}-